# Litografía de rayos X

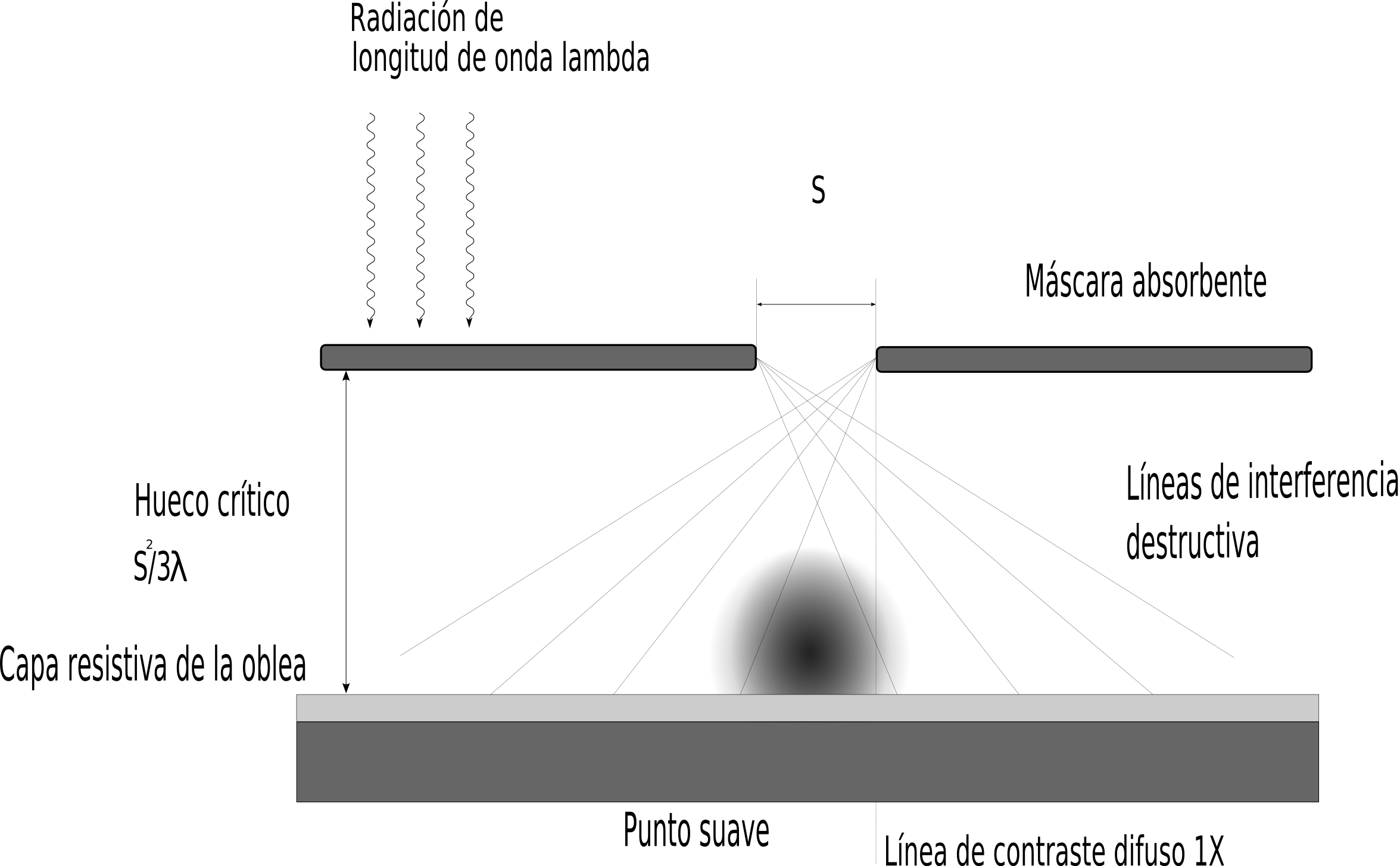
Fuente de rayos X litografiando una oblea a través de una máscara opaca a la radiación

La litografía de rayos X es la próxima generación de litografía que se supone sustituirá a la óptica y que ha sido desarrollada por la industria de semiconductores. Usando esta técnica ya se han fabricado algunos microprocesadores experimentales.
La corta longitud de onda utilizada, de solo 0.8 nm, superará con creces los límites de difracción que condicionan la resolución de la litografía óptica. El funcionamiento es como en cualquier litografía. Los rayos X iluminan una máscara colocada en las proximidades de una oblea recubierta por una sustancia. En principio, no se usan lentes, tan solo un rudimentario colimador de espejos. Los rayos X son radiados desde una fuente compacta de radiación sincrotrón, permitiendo una rápida exposición de la oblea.
La litografía de rayos X profunda usa longitudes de onda aún más, de alrededor de 0.1 nm. Con procedimientos modificados, se pueden fabricar estructuras de mayor profundidad superficial, algunas veces estructuras de tres dimensiones, pero con una reducida resolución en el detalle.
La máscara que se usa en el litografiado es un material que absorbe los rayos X, generalmente elaborada con oro o compuestos de talio o tungsteno, sobre una membrana que es transparente a los rayos X, usualmente carburo de silicio o diamante. El patrón de la máscara es grabado directamente con litografía de electrones radiados sobre un resist que está elaborada siguiendo procesos convencionales en la fabricación de semiconductores. La membrana puede ser reducida para incrementar la precisión.
Se han realizado muchas demostraciones de litografía de rayos X, con fidelidad, copiando imágenes sin magnificación, sobre la línea de contraste difuso como se ilustra en la figura. Pero debido a la necesidad de incrementar la resolución, ahora la litografía de rayos X se efectúa sobre el sweet spot, usando un decremento en la magnificación local por el contrario.
Las estructuras densas son litografiadas por múltiples exposiciones con traslaciones. Aplicar, en el proceso litográfico, una reducción en la magnificación de 3X presenta muchas ventajas. La máscara se puede fabricar de una manera más sencilla, disminuyendo hacia el hueco entre la oblea lo que incrementada el contraste. La técnica puede extenderse para impresiones muy densas, del orden de 15 nm. El resultado es un alto contraste.
Los rayos X generan electrones secundarios como en los casos de la litografía de ultravioleta extremo y la litografía de electrones radiados. Mientras que la definición del patrón se debe principalmente a los electrones secundarios de Auger con un corto recorrido longitudinal, los electrones primarios sensibilizarán la resistencia sobre una región más amplia que en la exposición de rayos X. Mientras esto no afecte la resolución del patrón de puntos (determinado por la longitud de onda usada y la separación entre la máscara y la oblea), el contraste de la imagen expuesta {\displaystyle (max-min)/(max+min)} es reducido desde el punto está en el orden del rango de los fotoelectrones primarios. Se han publicado recientemente algunas impresiones de unos 20 nm.
Otra manifestación de los efectos de los fotoelectrones es exponer los rayos X generados sobre gruesas películas de oro usado para hacer máscaras hijas. Las simulaciones sugieren que la generación de fotoelectrones del sustrato de oro puede afectar la disolución de índices.